# Macrodiaporthe occulta
Macrodiaporthe occulta är en svampart som först beskrevs av Karl Wilhelm Gottlieb Leopold Fuckel, och fick sitt nu gällande namn av Franz Petrak 1920. Macrodiaporthe occulta ingår i släktet Macrodiaporthe och familjen Melanconidaceae.   Inga underarter finns listade i Catalogue of Life.